# Fábio Ferré
Fabio Amerigo Ferrè (São Roque, 9 de outubro de 1893 — São Paulo, 23 de julho de 1934) foi um futebolista brasileiro, advogado, fundador e dirigente de importantes clubes da cidade de São Paulo.
Filho dos imigrantes italianos Ercole Ferrè e Silvia Ferrario, natuais da Lombardia. Ainda jovem foi atraído pelo esporte, e começou a atuar pela extinta equipe do "Bohemios Foot-ball Club" em Osasco, à época bairro da cidade de São Paulo.

### Palestra Itália
Em outubro de 1914 se associou ao Palestra Itália, que havia sido fundado dois meses antes. Participou da votação que elegeu o segundo presidente do clube, Augusto Vaccari , votação que elegeu o próprio Fábio Ferré como diretor esportivo, substituindo um dos fundadores, Vicente Ragognetti, primeiro a exercer o cargo.
Em 24 de janeiro 1915, Ferré entrou em campo junto com a equipe do Palestra Itália para sua primeira partida, diante do Savoia de Votorantim, e enquanto completava os estudos da Faculdade de Direito, continuou atuando pela equipe pelo primeiro e segundo quadros.
Meses depois, em 16 de junho de 1915, Ferré foi eleito vice-presidente do clube na chapa que elegeu Leonardo Pareto, e teve a oportunidade de assumir a Presidência em alguns períodos do curto mandato.

### Mackenzie College
Aluno de Direito no Mackenzie, Fábio Ferré foi jogador da instituição no campeonato paulista da APSA no ano de 1915. Ao mesmo tempo que ele também era jogador e diretor no Palestra Italia.

### Associação Atlética da Floresta
No mesmo ano, em 1916, Ferré junto com outros esportistas fundam a Associação Atlética da Floresta, clube da cidade de Osasco, existente até hoje.

### Advogado e conselheiro do Palestra Italia
Depois de formado, Fábio Ferré passou a exercer a advocacia e permaneceu participando da vida política do Palestra Italia como conselheiro nos anos 20 e 30.